# 錫達斯普林斯 (喬治亞州)
錫達斯普林斯（英語：Cedar Springs）是位於美國喬治亞州厄爾利縣的一個人口普查指定地區。

## 地理
錫達斯普林斯的座標為31°11′01″N 85°02′17″W / 31.18361°N 85.03806°W，而該地最高點為海拔高度46米（即151英尺）。

## 人口
根據2010年美國人口普查的數據，錫達斯普林斯的面積為7.71平方千米，當中陸地面積為7.71平方千米，而水域面積為0.00平方千米。當地共有人口74人，而人口密度為每平方千米9人。